# 北京垃圾处理
北京市目前采用的 不可回收垃圾处理方式有填埋、生化处理和焚烧等方式。

## 现状

### 垃圾填埋场
在北京政府投资建设的大型垃圾填埋场约有20个，非正式的或者由其它所有制单位建立的各种垃圾场约3000个。其中有13个垃圾填埋场将陆续封场。

### 垃圾焚烧厂
北京现有垃圾焚烧厂7处，分别是：
- 杨镇西庞村的顺义区生活垃圾处理厂，日处理能力1300吨，其中800吨为焚烧。[6]
- 金盏乡高安屯村的朝阳区生活垃圾综合处理厂。一期1600吨/日[7]，二期（清洁焚烧中心）试运行1800吨/日[8]。
- 永乐店镇的通州区再生能源发电厂。一期2250吨/日[9][10]。
- 门头沟潭柘寺镇的首钢生物质科技有限公司（鲁家山垃圾焚烧厂）。日处理能力3000吨/日。
- 海淀区苏家坨镇大工村的循环经济产业园再生能源发电厂，试运行日处理1800吨/日[11]。
- 大兴区南大红门村的南宫焚烧发电厂，试运行日处理能力1000吨/日[12]
- 密云区绿色循环经济产业园发电项目，日处理600吨/日。[13]

规划/在建的：
- 怀柔区生活垃圾焚烧发电厂600吨/日[14]
- 昌平区小汤山镇的阿苏卫循环经济园生活垃圾焚烧厂，处理能力3000吨/日[15]
- 房山区循环经济产业园1000吨/日。
- 鲁家山二期3000吨/日[16]
- 通州二期建成后加上一期达到3950吨/日

## 各界反应
六里屯垃圾填埋场因散发出腐烂的臭味，遭到了附近很多居民的抗议。汉王公司总裁刘迎建是民革的成员，同时是北京海淀区政协委员，调查后，撰写了《对六里屯垃圾填埋场环境整治的建议》，建议中说，六里屯垃圾填埋场附近有庄稼和村庄，很多居民在晚上都被垃圾腐烂的臭味熏醒，垃圾处理不当，不仅对居民健康有影响，对海淀区新区发展、生态建设都将形成阻碍。
垃圾焚烧会产生致癌物质二噁英，会积聚在人体及动物的体内，引起多种健康问题。二噁英一旦进入人体，7年10年都很难排出，而一旦累计到一定程度，就会致人死地。二噁英在自然界中很难降解，它的半衰期是14到273年，平均下来是几百年。因此这种处理方式在发达国家已逐步废弃。因此，北京市兴建垃圾焚烧场的行为引来了全球专家学者和周边居民坚决反对。
六里屯垃圾填埋场附近的居民，对将要在六里屯兴建垃圾焚烧场的计划题出了强烈抗议。2007年2月，北京市海淀区六里屯的居民代表向国家环保总局提出行政复议申请，要求停建六里屯垃圾焚烧发电厂。2007年6月12日，国家环保总局就此做出了行政复议决定。国家环保总局决定“在进一步论证前应予缓建”，同时要“在更大范围听取公众意见”，并特别强调“未经核准不得擅自开工建设”。
2009年9月4日，在“2009年北京环境卫生博览会”中，开幕式前有数十名来自阿苏卫周边地区的居民质疑兴建阿苏卫垃圾焚烧厂，开幕式因此推迟了半小时。